# Nüdlingen
Nüdlingen este o comună aflată în districtul Bad Kissingen, landul Bavaria, Germania.